# SGS Essen
SGS Essen er en tysk fodboldklub fra Essen, Nordrhein-Westfalen. Holdet blev etableret i 2000 som en fusion mellem VfB Borbeck og SC Grün-Weiß Schönebeck. Klubben er kendt for sit kvindefodboldhold, der spiller i Bundesligaen.

## Aktuel trup
Oversigten er opdateret til og med 7. august 2024 
| Nr. | Land     | Position | Spiller            |
| --- | -------- | -------- | ------------------ |
| 1   | Tyskland | MM       | Kim Sindermann     |
| 2   | Tyskland | MI       | Julie Terlinden    |
| 3   | Tyskland | FO       | Mailin Tenhagen    |
| 4   | Østrig   | FO       | Valentina Kröll    |
| 5   | Tyskland | FO       | Paula Flach        |
| 6   | Tyskland | MI       | Jette ter Horst    |
| 7   | Østrig   | MI       | Lilli Purtscheller |
| 8   | Tyskland | FO       | Vanessa Fürst      |
| 9   | Tyskland | AN       | Ramona Maier       |
| 10  | Tyskland | MI       | Natasha Kowalski   |
| 11  | Tyskland | AN       | Laureta Elmazi     |
| 12  | Tyskland | MM       | Sophia Winkler     |
| 13  | Tyskland | AN       | Maike Berentzen    |
| 14  | Tyskland | MI       | Emely Joester      |
| 15  | Tyskland | FO       | Laura Pucks        |

| Nr. | Land     | Position | Spiller            |
| --- | -------- | -------- | ------------------ |
| 16  | Tyskland | FO       | Jacqueline Meißner |
| 17  | Tyskland | AN       | Annalena Rieke     |
| 18  | Tyskland | FO       | Lena Ostermeier    |
| 19  | Tyskland | MI       | Beke Sterner       |
| 20  | Tyskland | AN       | Leonie Köpp        |
| 21  | Tyskland | MI       | Anja Pfluger       |
| 22  | Tyskland | AN       | Felicitas Kockmann |
| 23  | Tyskland | MI       | Julia Debitzki     |
| 24  | Tyskland | MM       | Pia Lucassen       |
| 25  | Tyskland | MI       | Paulina Platner    |
| 26  | Tyskland | FO       | Lany Mia Bäcker    |
| 27  | Tyskland | MM       | Aline Allmann      |
| 28  | Tyskland | AN       | Kassandra Potsi    |
| 29  | Tyskland | AN       | Annika Enderle     |
| 30  | Tyskland | FO       | Melina Walheim     |